# Inez Beijer
Inez Beijer (22 november 1995) is een wielrenster uit Nederland.
Beijer reed in 2020 voor Biehler Krush, dat in 2021 verder ging onder de naam Grant Thornton Krush Tunap. Vanaf 2022 reed ze zonder contract voor Rennersclub Jan van Arckel.
In 2019 werd Beijer tweede in de Tour de Bretagne Féminin. In 2022 werd ze derde op het NK Wielrennen bij de elite zonder contract. Daarnaast won ze de Ronde van Noordeloos, de Ronde van Markelo, de Wiellerronde van Lonneker, en Verrebroek. In 2023 werd ze 16e op het NK Veldrijden.